# فرودگاه فریدریش هافن
فرودگاه فریدریش هافن (به انگلیسی: Friedrichshafen Airport) (به زبان بومی: Flughafen Friedrichshafen) یک فرودگاه همگانی با کد یاتا FDH است که یک باند فرود آسفالت دارد و طول باند آن ۲۳۵۶ متر است. این فرودگاه در کشور آلمان قرار دارد و در ارتفاع ۴۱۴ متری از سطح دریا واقع شده‌است.

## شرکت‌های هواپیمایی و مقصدهای پروازی
The following airlines operate regular scheduled and charter flights at Friedrichshafen Airport:
| شرکت‌های هواپیمایی                             | مقصدهای پروازی |
| --------------------------------------------- | --- |
| ایر بخارست                                    | فصلی: پریشتینا |
| بریتیش ایرویز                                 | فصلی: گاتویک |
| ایزی‌جت                                        | فصلی: گاتویک |
| یورو وینگز                                    | فصلی: پالما د مایورکا |
| جرمنیا                                        | فوئرته‌ونتورا، گرن کناریا، تنریف جنوبی فصلی: آنتالیا، کریستیانو رونالدو، هراکلین، غردقه، جزیره کوس، کفلاویک، پالما د مایورکا، رود، وارنا |
| لوفت‌هانزا رجینال اجرا توسط لوفت‌هانزا سیتی‌لاین | فرانکفورت |
| ترکیش ایرلاینز                                | فصلی: آتاترک |
| تووین جت                                      | تولوز-بلانیاک |
| ویز ایر                                       | بلگراد نیکولا تسلا، اسکندر کبیر اسکوپیه، توزلا                                                                                          |